# 9103 Komatsubara
A 9103 Komatsubara (ideiglenes jelöléssel 1996 XW30) a Naprendszer kisbolygóövében található aszteroida. Takao Kobajashi fedezte fel 1996. december 14-én.